# Katti Frederiksen
Katti Frederiksen (født 12. marts 1982 i Narsaq) er en grønlandsk forfatter, digter, sprogforsker og politiker. Hun har ikke stillet op til politiske valg, men var udpeget af Siumut til at være minister for uddannelse, kultur og kirke i Regeringen Kielsen VII fra 2020 til 2021.
Katti Frederiksen blev født i 1982 som datter af fåreavleren Sofus Frederiksen og politikeren Suka K. Frederiksen (1965-2020). Hun voksede op i Narsaq, men flyttede til Nuuk i 2004 for at studere sprog, litteratur og medier på Grønlands Universitet (Ilisimatusarfik). Efter at have taget en bachelorgrad i 2007 blev hun cand.mag. i 2011, blandt andet efter et udlandsophold på University of Alaska Fairbanks. Hun arbejdede også som gymnasielærer i grønlandsk fra 2007 til 2008. Fra 2008 til 2015 arbejdede hun på Grønlands Sprogsekretariat (de) (Oqaasileriffik), og som hun efterfølgende var sekretariatschef for frem til 2020. Hun er ejer af børnebogsforlaget Iperaq. Fra 2018 til 2020 drev hun en café i Nuuk.
I 2006 udgav hun digt- og novellesamlingen Uummatima kissaa (dansk: Mit hjertes varme). I 2012 udgav hun sin anden digtsamling 100 % Eskimo Inuk. Hendes digte handler om det grønlandske sprog og grønlændernes identitetsfølelse.
Den 5. november 2020 blev hun udnævnt, uden at have stillet op til valg, til minister for uddannelse, kultur og kirke udpeget af Siumut i Regeringen Kielsen VII i stedet for Ane Lone Bagger, der var trådt tilbage om sommeren. Med koalitionens ophør ved parlamentsvalget i 2021 forlod hun regeringen i april 2021.
I 2021 fik Frederiksen den årlige internationale Vigdís-pris for sit betydningsfulde bidrag til Grønlands sprog. Prisen, som er stiftet af Islands regering, Islands Universitet og Vigdís Finnbogadóttir-instituttet for fremmedsprog, er opkaldt efter Islands tidligere præsident Vigdís Finnbogadóttir og er på 6 millioner islandske kroner.
Katti Frederiksen er mor til tre børn og maratonløber. I 2007 blev hun grønlandsk mester ved at blive bedste kvinde i Nuuk Marathon med tiden 3.49,15 timer.

## Literatur
- Karen Langgård (2013),  Béatrice Didier; Antoinette Fouque; Mireille Calle-Gruber (red.), "Frederiksen, Katti", Le Dictionnaire universel des Créatrices, des femmes, ISBN 9782721006516